# جری بست (بازیکن فوتبال، زاده ۱۸۹۷)
جری بست (انگلیسی: Jerry Best؛ ۲۲ اوت ۱۸۹۷ – ۱۹۵۵ (۵۷−۵۸ سال)) بازیکن فوتبال بود.
از باشگاه‌هایی که در آن بازی کرده‌است می‌توان به باشگاه فوتبال وورکساپ تاون اشاره کرد.